# Stekol'nyj
Stekol'nyj (in lingua russa Стекольный) è un centro abitato dell'Oblast' di Magadan, situato nel Chasynskij rajon.